# Frauenkirche (Yabrud)
Die Frauenkirche oder Kirche Unserer Lieben Frau (arabisch كنيسة السيدة) ist die größte Kirche der melkitischen Christen in Yabrud in Syrien. Im Bürgerkrieg in Syrien wurde die Kirche schwer beschädigt, aber nach 2014 restauriert.

## Geschichte
In den 1980er Jahren gab es für die melkitischen Christen in Yabrud den Bedarf für eine neue Kirche, da die alte Kathedrale der Heiligen Konstantin und Helena die über 3000 Gläubigen nicht mehr aufnehmen konnte.
An der Stelle der jetzigen Frauenkirche gab es eine alte Kirche aus römischer Zeit, etwa aus dem 4. oder 5. Jahrhundert, die im 13. Jahrhundert zerstört wurde. Die Fundamente der alten Kirche wurden beim Aufbau der neuen hergerichtet und auch Teile der alten Säulen integriert. Der neue Kirchenbau wurde in moderner Bauweise in Form eines Firstzeltes (eines Satteldachs, das bis zum Boden reicht) über die alten Gemäuer errichtet. Am 10. Juni 1990 wurde die neue Kirche eröffnet.
Im Bürgerkrieg in Syrien geriet Yabrud bereits 2011 unter die Kontrolle der Freien Syrischen Armee, wobei die Frauenkirche zunächst keinerlei Schäden erlitt. Dies änderte sich, als die islamistische al-Nusra-Front 2013 gewaltsam die Macht in Yabrud übernahm. Im Oktober 2013 sprengte al-Nusra, die inzwischen den Ort beherrschte, das Kreuz von der melkitischen Frauenkirche. Dennoch fanden regelmäßig Gottesdienste statt. Am 20. Februar 2014 drangen Dschihadisten in die Frauenkirche von Yabrud ein und zerstörten oder stahlen die gesamte Einrichtung. Der zunehmende Terror führte zur Abwanderung der Christen, doch der melkitische Pater George Hadad blieb die gesamte Zeit vor Ort. Am 16. März 2014 nahmen Regierungstruppen mit Unterstützung der libanesischen schiitischen Hisbollah Yabrud wieder ein. Nach der Rückeroberung des Ortes waren noch neun von einst 3500 Christen in Yabrud, die teilweise auch noch vor den Kämpfen geflohen waren. In den folgenden Monaten kehrte ein Großteil der geflohenen Einwohner zurück – von den Christen waren es 85 % bis Anfang des Jahres 2015. Die melkitischen Priester kehrten kurz vor Karfreitag 2014 zurück. In der benachbarten Moschee wurde ihnen gestattet, die Lautsprecher zum Aufruf zum Karfreitagsgebet zu nutzen. Aktuelle Bilder zeigen die Frauenkirche wieder in einem gepflegten Zustand.

## Architektur
Die Frauenkirche in Yabrud ist baulich ein Gemisch aus sehr alten Kirchengemäuern und modernen Betonkonstruktionen. Die Fundamente stammen aus der Spätantike, aus dem 3. oder 4. Jahrhundert. Der moderne Bau von 1990 hat die Form eines Firstzeltes, das über die alten Gemäuer errichtet wurde. Die Kirche hat nach außen hin auch Elemente einer Basilika, denn entlang des Firstes verläuft ein erhöhter Bereich mit Obergaden mit beiderseits zwölf Rundbogenfenstern, doch ruht dies auf der Betonkonstruktion des „Zeltes“. Vor dem Haupteingang ist ein Porticus mit einer modernen Dachkonstruktion im byzantinischen Stil. Im Inneren stehen in Reihen Reste alter Säulen, allerdings ohne eine tragende Funktion. Auf dem Platz vor der Kirche steht eine große, weiße Marienstatue.